# بوب ماكراكين
بوب ماكراكين (بالإنجليزية: Bob McCracken)‏ هو عازف جاز أمريكي، ولد في 23 نوفمبر 1904 في دالاس في الولايات المتحدة، وتوفي في 4 يوليو 1972.

## وصلات خارجية
- بوب ماكراكين على موقع ميوزك برينز (الإنجليزية)
- بوب ماكراكين على موقع أول ميوزيك (الإنجليزية)
- بوب ماكراكين على موقع ديسكوغز (الإنجليزية)